# Revista dels Catalans d'Amèrica
La Revista dels Catalans d'Amèrica fou una publicació impresa en català a la ciutat de Mèxic entre els anys 1939 i 1940. És una continuadora de la Revista de Catalunya i fou la primera publicació de l'exili català a les Amèriques. En sortiren cinc números, amb un estol de noms propis molt rellevant: Joaquim Xirau, Lluís Ferran de Pol, Pere Calders, Pere Foix, Josep Carner i un llarg etcètera.